# Joaquim Pere Marès i Gribbin
Joaquim Pere Marès i Gribbin (* 2. Januar 1888 in Barcelona; † 9. September 1964 ebenda) war ein spanischer Violoncellist und Musikpädagoge aus dem katalanischen Kulturraum.

## Leben und Werk
Marès studierte am Städtischen Konservatorium von Barcelona und absolvierte Vertiefungsstudien in Brüssel (1908–1910) bei Jacques Gaillard und in Berlin (1910–1912) bei Jean Berardy. Marès erreichte speziell in Deutschland große Erfolge und Anerkennung. Er war Mitglied des Kurhausorchesters in Westerland, mit dem er 1912 als Orchestersolist debütierte. Nach seiner Rückkehr nach Barcelona gründete er mit dem Violinisten Marià Perelló und dem Pianisten Ricard Vives das Trio de Barcelona. 1913 traten er und seine Ensemblekollegen mit sehr großem Erfolg in Berlin auf. In Paris, Madrid und in Barcelona war er als Cellist an der Uraufführung der Elisenda-Suite von Enric Granados beteiligt.
Marès wirkte als Professor für Violoncello an der Acadèmia Marshall in Barcelona.